# Куркуль (Татарстан)
Куркуль (тат. Куркул)— село в Алексеевском районе Республики Татарстан. Административный центр и единственный населенный пункт Куркульского сельского поселения.
Село располагается в 12 км к югу от райцентра — посёлка городского типа Алексеевское, в 90 км к юго-востоку от Казани (110 км по автодорогам). Через село проходит Билярский тракт.

## Этимология
Название происходит от татарского Куркул что значит "чёрное озеро". До революции село также было известно как Рождественское.

## История
Люди обосновались в данной местности давно, тем не менее современное поселение было основано беглыми крестьянами, предположительно, лишь в начале XVIII века. В 1750-х годах село было приписано к Казенному Вознесенскому медеплавильному заводу, основанному на Урале.В 1884 г. была открыта церковно-приходская школа, где обучались 20 детей. В 1903 г. – 70 мальчиков и 30 девочек. Размещалась в помещении, выделенном сельским обществом. Преподавали священник и псаломщик.
До Октябрьской революции 1917 года в Куркуле насчитывалось 450 подворий, примерно шестьдесят из которых относили к зажиточным. Село имело обширную сельскохозяйственную инфраструктуру: десять мельниц по берегам небольшой речки Рынка, пять шерстобоен, небольшой кирпичный завод. В Куркуле было двенадцать каменных домов, один из которых сохранился и до настоящего времени (в нём размещается местный магазин). В связи с введением коллективизации, местные «зажиточные» крестьяне (кулаки) были вынуждены бросить все свои имущество и бежать.
В 1928 году в создаваемую артель вступило чуть больше 300 хозяйств из 450. А вскоре было создано два колхоза — «Борьба» и «Ясная Поляна», которые через некоторое время были объединены. В 1944 году вновь были созданы два хозяйства: «Ясная Поляна» и «Новый мир». В 1954 году оба колхоза вновь объединили. Пик развития колхоза пришелся на 1960-е годы, когда «Ясная Поляна» имела 450 голов крупнорогатого скота, 704 свиньи, 615 кур, 300 уток, 55 рабочих лошадей.

## Население
В 1782 г. – 210 (мужского населения); 1859 г. – 1111; 1897 г. – 1729; 1908 г. – 2226; 1920 г. – 2205; 1926 г. – 1972; 1938 г. – 993; 1949 г. – 733; 1958 г. – 822; 1970 г. – 756; 1979 г. – 592;1989 г. – 448; 2002 г. – 492.
| 2012 | 2013 | 2014 | 2015 | 2016 | 2017 |
| ---- | ---- | ---- | ---- | ---- | ---- |
| 468  | ↘465 | ↘456 | ↘446 | ↘441 | →441 |

## Местный храм
Деревянная церковь Троицы Живоначальной с приделом в честь Рождества Христова построена в 1868—1873 годах на пожертвования прихожан. Церковь была закрыта 10 января 1941 года. Храм был восстановлен в 2003 году на месте старой церкви, воспроизведён по фотографиям и рассказам старожилов.
В церкви хранится икона Пресвятой Богородицы «Скоропослушница» почитаемая местными чудотворной.

## Объекты социальной сферы
В селе расположены — почта, сберкасса, медпункт, клуб, школа на 37 школьников и 14 дошкольников, библиотека, детский сад, три магазина.

## Современное состояние дел
Дома в селе подключены к централизованному газоснабжению и водопроводу.
Местный вокальный ансамбль «Россияночка» выступает с концертами.
Агрофирма «Ясная Поляна» (преемница одноимённого колхоза) — одно из отделений ОАО «ВАМИН Татарстан». На фермах используется современное оборудование фирмы DeLaval, сама «Ясная поляна» имеет большой машинный парк с современной сельхозтехникой.